# Дашевский, Яков Вениаминович
Я́ков Вениами́нович Даше́вский (20 февраля 1902, Дмитровка, Александрийский уезд, Херсонская губерния, Российская империя, ныне — Кропивницкий район, Кировоградская область, Украина — 14 июля 1987, Москва) — советский металлург, один из создателей промышленности ферросплавов в СССР. Руководитель строительства и первый директор Запорожского завода ферросплавов.

## Биография[1][2]

### Становление
Яков Дашевский родился 20 февраля 1902 года в местечке Дмитровка Херсонской губернии, в бедной многодетной семье. Его трудовая жизнь началась уже с 10 лет.
- 1917—1920: работал и учился на курсах;
- 1921—1928: учился на горнозаводском факультете Екатеринославского горного института (выпускник кафедры электрометаллургии[3]) и работал техником в паровозных мастерских Екатеринославской железной дороги.

После окончания вуза Я. В. Дашевский был направлен на работу в институт Укргипромез (Харьков), где он работал над проектом завода ферросплавов, энергетической базой для которого была определена строящаяся Днепровская гидроэлектростанция. Поскольку в СССР подобных заводов не было, Я. В. Дашевский в 1929 году для ознакомления с технологическими процессами производства ферросплавов был на год направлен в научную командировку в Германию, Австрию, Норвегию, Швецию, Чехословакию и Польшу. По возвращении из командировки он был переведён в институт Гипромез (Ленинград) и назначен главным инженером проекта Запорожского завода ферросплавов.

### Предвоенное десятилетие
- 1931—1933: руководил строительством Запорожского завода ферросплавов;
- октябрь 1933: пуск завода в эксплуатацию; В. Я. Дашевский назначен первым директором завода, на тот момент входившего в состав металлургического комбината «Запорожсталь»;
- 1936: постановлением СНК СССР утверждён членом Совета при народном комиссаре тяжёлой промышленности Г. К. Орджоникидзе.
- 1937: направлен техническим директором на Зестафонский завод ферросплавов — градообразующее предприятие г. Зестафони в Грузинской ССР, работающее на базе Чиатурского месторождения марганцевой руды;
- с 1938: заместитель начальника отдела капитального строительства Главспецстали Наркомчермета СССР;
- 1939—1940: возглавлял комиссию по выбору площадок для строительства ферросплавных заводов в Сибири и Казахстане; после утверждения места расположения новых заводов — главный технолог проектов Кузнецкого и Актюбинского заводов ферросплавов.

### Первые годы войны. Новокузнецк
В июле 1941 года Я. В. Дашевский добровольцем ушёл на фронт, однако вскоре по указанию наркома чёрной металлургии СССР И. Ф. Тевосяна был отозван из действующей армии для технического руководства строительством Кузнецкого и Актюбинского заводов ферросплавов. Правительством СССР было принято решение о немедленном перебазировании на Восток запорожских металлургических предприятий. Позже Яков Вениаминович, организовывавший эвакуацию ферросплавного завода, рассказывал:
Оборудование заводов «Днепросталь», ферросплавного и алюминиевого, направлялось в Сталинск (Новокузнецк). Эвакуацию проводили в боевых условиях под непрерывными бомбежками. Особенно запомнились два эпизода. Когда тянули силовой кабель, у другого конца кабельной галереи появились немецкие части. Работникам завода пришлось брать в руки винтовки и вместе с солдатами 16-й Гвардейской армии отбивать вражеские атаки. А когда во время переправы через Днепр немецкая авиация потопила баржу с особо ценным электрооборудованием, заводчане под покровом ночи вытащили его и переправили на плотах на левый берег Днепра, где перегрузили в вагоны. За этот подвиг несколько специалистов-ферросплавщиков были награждены боевым орденом Красной Звезды. — «Кузнецкий рабочий», 13 марта 2010 г.
В сентябре 1941 года в г. Сталинск Новосибирской области (ныне Новокузнецк Кемеровской области) начали прибывать первые эшелоны с эвакуированным оборудованием, квалифицированными рабочими и специалистами из Запорожья. Именно на базе запорожского оборудования в Сталинске в декабре 1942 г. был запущен в эксплуатацию Кузнецкий завод ферросплавов. Одновременно шло строительство Актюбинского завода ферросплавов (Казахская ССР), который был пущен в эксплуатацию в январе 1943 года. Сырьевой базой завода стал построенный в безлюдной степи хромитовый рудник с рабочим посёлком Хромтау. Завод выплавлял хромовые ферросплавы, в которых в эти годы остро нуждалась оборонная промышленность страны.
Наряду с масштабной деятельностью по строительству Кузнецкого и Актюбинского заводов ферросплавов, в первые годы войны по заданию Комиссии Академии наук СССР по мобилизации ресурсов Урала, Западной Сибири и Казахстана на нужды обороны Я. В. Дашевский разрабатывал проблему использования хромитов Казахстана.

### 1943—1950. Запорожье
- Октябрь 1943: после освобождения левобережной части Запорожья от немецкой оккупации Я. В. Дашевский был направлен для определения состояния запорожских металлургических заводов и организации хозяйственно-технической деятельности по их восстановлению;
- август 1944: на Запорожском заводе ферросплавов была организована выплавка карбида кальция для строительно-восстановительных работ на предприятиях юга Украины;
- октябрь 1944: Я. В. Дашевский назначен директором Запорожского завода ферросплавов[5];
- 1944: за работу «Параметры ферросплавных печей плавильного цеха Зестафонского завода ферросплавов» ему присуждена учёная степень «кандидат технических наук»;
- 1945: введена в эксплуатацию первая печь в цехе № 2 (феррохрома);
- с 1947: были запущены в эксплуатацию остальные 4 печи цеха № 2 (до 1951 года);
- 1948: начала выдавать металл первая электропечь ферросилиция в цехе № 1;
- до 1950: введены в строй остальные 5 печей цеха № 1.

В это время на заводе под руководством В. Я. Дашевского и при его творческом участии была проведена работа по созданию технологии производства из отечественных марганцевых руд металлического марганца.
- 1949: на Запорожском заводе ферросплавов впервые в СССР было начато промышленное производство металлического марганца по разработанной технологии.

В эти годы Я. В. Дашевский вёл большую общественную работу. Он был депутатом Запорожского городского Совета, членом президиума областного комитета профсоюзов, председателем президиума областного отделения Всесоюзного общества по распространению политических и научных знаний (в дальнейшем — Всесоюзное общество «Знание»).

### Научная и организационная деятельность с 1950. Новокузнецк, Москва
События конца 1940-х — начала 1950-х годов, связанные с серьёзными нарушениями в национальной политике в годы культа личности, не обошли стороной Я. В. Дашевского. В 1950 году по ложному доносу в «игнорировании линии партии» он был снят с должности директора завода. Лишь благодаря руководству Министерства чёрной металлургии Яков Вениаминович избежал худшей участи и снова оказался в Новокузнецке на заводе ферросплавов, где проработал долгое время (первое время — начальником смены в плавильном цехе, а с 1953 года — начальником металлургической лаборатории завода).
Вёл большую научную и практическую работу по совершенствованию технологии производства ферросплавов, созданию нового способа разливки кремнистых ферросплавов, много работал над проблемой механизации загрузки шихты в открытые рудно-термические печи. Я. В. Дашевский создал роторную загрузочную машину, оригинальная конструкция которой была защищена авторским свидетельством СССР.
С 1962 года Яков Вениаминович работал в отделе металлургии Государственного комитета Совета Министров СССР по координации научно-исследовательских работ. Занимался вопросами координации работ по совершенствованию существующих и созданию новых технологических процессов обогащения и дефосфорации марганцевых руд, окускования получаемых концентратов и выплавки из них высокосортных марганцевых ферросплавов. В эти годы (1962—1970) он вёл большую научно-организационную работу, являясь учёным секретарём Научного совета «Создание новых металлургических процессов» при Госкомитете СМ СССР по науке и технике.
В 1967 году Я. В. Дашевский перешёл на работу в Институт металлургии им. А. А. Байкова АН СССР, где продолжил работу по проблеме производства низкофосфористых марганцевых ферросплавов из добываемых в СССР марганцевых руд. Всего им написано более 80 научных работ.
Похоронен на Донском кладбище.

## Семья
- Жена — Сарра Михайловна Борухович (1905—1994), химик, выпускница Екатеринославского университета.
  - Дети —
  - Михаил Яковлевич Дашевский (1931—2016), ученый, металлург, профессор Московского института Стали и Сплавов;
  - Вениамин Яковлевич Дашевский (1933), учёный в области металлургии;
  - Инна Яковлевна Дашевская (1937—2011).

## Признание
- 1935: орден Ленина — за перевыполнение Запорожским заводом ферросплавов годового плана 1934 г.[6];
- 1943: орден Трудового Красного Знамени;
- 1945: медаль «За доблестный труд в Великой Отечественной войне 1941-1945 гг.»;
- 1948: орден «Знак Почёта».

## Наиболее известные авторские свидетельства
- Способ силикотермической выплавки малоуглеродистого феррохрома. 1949. № 00076971;
- Загрузочная машина для ферросплавных печей. 1953. Соавторы: В. М. Гребенник, В. А. Шарапов. № 00095483;
- Способ дефосфорации карбонатных марганцевых руд. 15.05.1978. Соавторы: В. Я. Дашевский, В. И. Кашин, Н. В. Матвеенко. № 00606888;
- Шихта для выплавки низкофосфористого углеродистого ферромарганца. 07.03.1983. Соавторы: В. Я. Дашевский, В. И. Кашин, Б. Н. Безъязыков и др. № 01002390;
- Шихта для выплавки металлического марганца. 30.08.1986. Соавторы: В. Я. Дашевский, В. Я. Щедровицкий, В. И. Кашин и др. № 01254044.